# Johannes Kotkas
Johannes Kotkas, né le 3 février 1915 à Kodijärve dans le Tartumaa (Empire russe) et mort le 8 mai 1998 à Tallinn (Estonie), est un lutteur gréco-romain de nationalité estonienne.

## Palmarès
Il obtient la médaille d'or olympique en 1952 à Helsinki en catégorie poids lourds. Il remporte la médaille d'argent aux Championnats du monde à Naples en 1953 en catégorie poids lourds. Il remporte également la Coupe du Monde de lutte en 1956.
Au niveau continental, il remporte trois médailles d'or en catégorie poids lourds en 1938 à Tallinn, en 1939 à Oslo où il représente l'Estonie et en 1947 à Prague pour le compte de l'Union soviétique.
Il fut également à 12 reprises champion d'Union soviétique de lutte gréco-romaine en 1940, 1943, 1944, 1945, 1946, 1948, 1950, 1951, 1952, 1953, 1955 et 1956, ainsi que le titre de champion d'Union soviétique de lutte libre en 1947. Il obtint l'argent en lutte gréco-romaine en 1945, 1949 et 1954 et en lutte libre en 1946 et 1948.
Johannes Kotkas fut également champion d'Union soviétique du lancer du marteau en 1943. Il remporta la médaille d'argent en 1946, ainsi que la médaille de bronze en 1945 et 1947. Il remporta enfin la médaille d'argent aux championnats d'Union soviétique de sambo en 1951 et la médaille de bronze du lancer du poids aux championnats d'Union soviétique en 1943.

## Prix et distinctions
- Ordre de Lénine, 1957
- Ordre du Blason national d'Estonie de troisième classe, 1996
- ordre du Drapeau rouge